# Ercole Consalvi
Ercole Consalvi (Roma, 8 de Junho de 1757 – Roma, 24 de Janeiro de 1824) foi um cardeal da Igreja Católica Romana.

## Biografia
A sua mãe era Claudia Carandini, uma nobre. Foi educado no seminário fundado em Frascati por Henry Benedict, Cardeal Duque de York, o "Cardeal York", o pretendente Stuart ao trono da Grã-Bretanha. Tornou-se favorito do Cardeal e foi ajudado por ele a obter um alto posto na Cúria Romana quando era ainda jovem. Não foi ordenado padre, sendo nomeado diácono em 21 de dezembro de 1801.
Depois de a França Revolucionária ter invadido a Itália em 1798, Consalvi foi aprisionado, mas escapou e juntou-se ao Papa Pio VII no exílio. Hábil diplomata, foi nomeado secretário do conclave que se reuniu em Veneza para eleger o Papa Pio VII, sucessor de Pio VI.
Ercole Consalvi foi criado cardeal-diácono no consistório secreto de 11 de Agosto de 1800 e recebeu o barrete cardinalício no consistório público de 14 de Agosto de 1800. Em 20 de Outubro de 1800 foi-lhe atribuído o diaconato de Sant'Agata in Suburru, e depois foi transferido para o de Santa Maria ad Martyres em 28 de Julho de 1817.
Foi nomeado Cardeal Secretário de Estado, e nesta capacidade negociou a Concordata de 1801 com Napoleão Bonaparte, que reafirmou a Igreja Católica Romana como a igreja estabelecida de França e restaurou algum do seu estatuto civil. Reformou a administração de Roma e modernizou a cidade.
Depois da queda de Napoleão, representou o Papa no Congresso de Viena e foi capaz de convencer os poderes vitorioso para restaurar os Estados Pontifícios quase por inteiro (embora o Papado tenha sido forçado a aceitar a anexação francesa de  Avinhão). No resto do pontificado de Pio VII, Consalvi foi o governante virtual de Roma, e o seu governo foi caracterizado pelo bom senso, moderação e preocupação com os pobres. Concluiu outra concordata com França (a Concordata de 1817) e reformou-se quando Pio VII morreu em 1823. No entanto ainda liderava a Sagrada Congregação para a Propagação da Fé quando morreu no ano seguinte, 1824. Embora diplomata de carreira e homem mundano, Consalvi era honesto e piedoso, e foi chamado "uma das mais puras glórias da Igreja de Roma" (Schaeffer).
Terá sido um dos melhores candidatos a papa. Apoiou o artista protestante Bertel Thorvaldsen na criação do monumento fúnebre para o papa Pio VII na Basílica de São Pedro, em Roma.
Morreu em 1824 e foi enterrado na igreja de San Marcello al Corso.

## Conclaves
- Conclave de 1823 - participou da eleição do Papa Leão XII